# 1975年太平洋颶風季
1975年太平洋颶風季是每年一度全球熱帶氣旋產生週期的一部分。東太平洋颶風季從1975年5月至1975年11月結束；而中太平洋颶風季從1975年6月開始，至1975年11月結束。本條目的範圍僅侷限於赤道以北及國際換日線以東的太平洋，於赤道以北及國際換日線以西的太平洋水域產生的風暴則被稱為颱風，並被列入1975年太平洋颱風季。在東太平洋產生的熱帶風暴是由美國國家颶風中心命名，而中太平洋產生的熱帶風暴則由聯合颱風警報中心命名，國際編號為xxE或xxC。

## 其他熱帶氣旋
除了被國家颶風中心和中太平洋颶風中心命名的熱帶氣旋外，還有一些沒被命名的熱帶氣旋。以下列出那些熱帶氣旋的資料。

## 風暴名稱

### 東太平洋
下面的名字將被用於於1975年在東北太平洋形成而又被命名的風暴。如果有退役名稱的話，將由世界氣象組織在1976年春天宣布。在這個名單中未退役的名字將在1978年的風季中再次使用。這是的1971年風季使用相同的名單。
| - Agatha - Bridget - Carlotta - Denise - Eleanor - Francene - Georgette | - Hilary - Ilsa - Jewel - Katrina - Lily - Monica - Nanette | - Olivia - Priscilla - Ramona（未用） - Sharon（未用） - Terry（未用） - Veronica（未用） - Winifred（未用） |

### 中太平洋
此年的中太平洋熱帶氣旋名稱將使用西太平洋的風暴名稱。沒有風暴被命名。

## 內部連結
- 1975年太平洋颱風季
- 1975年大西洋颶風季
- 1975年北印度洋氣旋季
- 1974－1975年西南印度洋熱帶氣旋季
- 1974－1975年澳洲地區熱帶氣旋季
- 1974－1975年南太平洋熱帶氣旋季
- 1975－1976年西南印度洋熱帶氣旋季
- 1975－1976年澳洲地區熱帶氣旋季
- 1975－1976年南太平洋熱帶氣旋季

## 外部連結
- 美國國家颶風中心（页面存档备份，存于）
- 美國中太平洋颶風中心（页面存档备份，存于）
- 美國海軍實驗室（页面存档备份，存于）
- ACE（页面存档备份，存于）